# Водно-моторний спорт

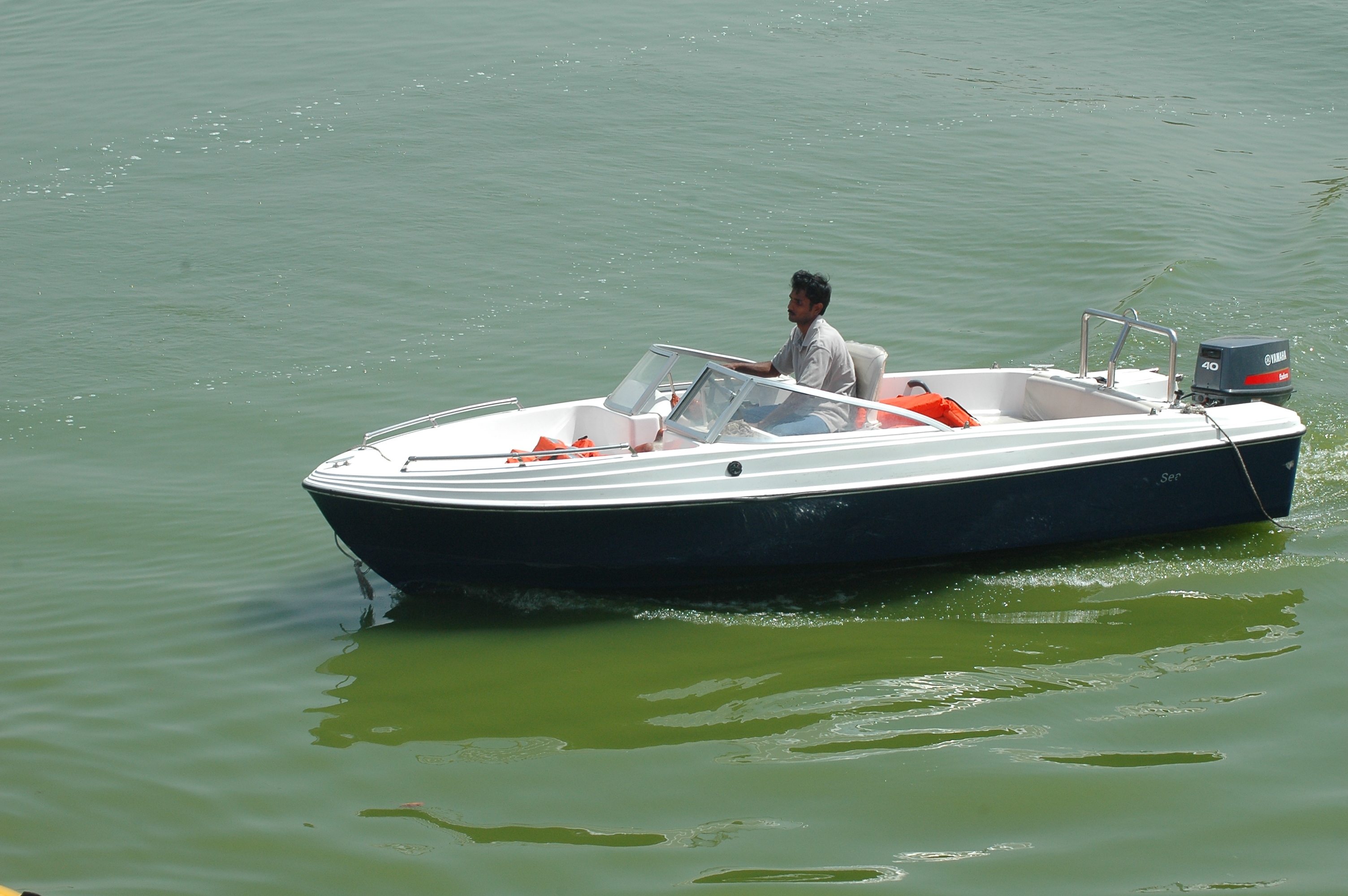
Водно-моторний спорт

Водно-моторний спорт — технічний вид спорту, що включає швидкісні змагання на моторних човнах.
Змагання проводяться з метою:
- виявлення найсильніших спортсменів і команд;
- підвищення майстерності та досягнення найкращих результатів.

## Класи човнів
Змагання проводяться в класах човнів: СН-175, СН-250, СН-350, З-350, С-500, S-550, СТОК-350, ОН-350, ОН-500, Р-1000, Р-1500, Р-2000, Р-2500, ПРО-500, Т-550, GT-15, JT-250, Formula Future

### Класи юнаків
| \| СН-175 \| : \| Двигун об'ємом 175 см3 — «Вітерець-8» (тобто 8 к. с.); корпус з обводами глибокої V (тобто кілевий човен); \| \| СН-250 \| : \| Двигун — «Вітерець-12»; корпус з обводами глибокої V; \| \| JT-250 \| : \| Двигун імпортного виробництва до 250 см³; корпус з обводами глибокої V; \| \| СН-350 \| : \| Двигун — «Нептун-23» (іноді «Привет-22»); корпус з обводами глибокої V; \| \| СТОК-350 \| : \| Двигун до 350 см3, дозволене встановлення гоночного редуктора і гоночного запалювання; корпус — будь-яка триточка; \| Formula Future: Юнацькі класи спортивних моточовнів «Формула майбутнього» Клас 1. 8-9 років. Човни типу RIB, з підвісними двигунами, 5-8 к. с. для 2-тактних двигунів, 10 к. с. для 4-тактних двигунів. Управління румпельне. Клас 2. 10-11 років. Човни типу RIB, з підвісними двигунами, 5-8 к. с. для 2-тактних двигунів, 10 к. с. для 4-тактних двигунів. Управління румпельне. Клас 3. 12-13 років. Човни типу RIB, з підвісними двигунами, 5-8 к. с. для 2-тактних двигунів, 10 к. с. для 4-тактних двигунів. Управління румпельне. Клас 4. 14-15 років. Човни типу RIB, з підвісними двигунами, 10-15 к. с. Кермове управління. Клас 5. 16-18 років. Човни типу RIB, з підвісними двигунами, 10-15 к. с. Кермове управління. |   | |
| СН-175 | : | Двигун об'ємом 175 см3 — «Вітерець-8» (тобто 8 к. с.); корпус з обводами глибокої V (тобто кілевий човен);         |
| СН-250 | : | Двигун — «Вітерець-12»; корпус з обводами глибокої V;                                                              |
| JT-250 | : | Двигун імпортного виробництва до 250 см³; корпус з обводами глибокої V;                                            |
| СН-350 | : | Двигун — «Нептун-23» (іноді «Привет-22»); корпус з обводами глибокої V;                                            |
| СТОК-350 | : | Двигун до 350 см3, дозволене встановлення гоночного редуктора і гоночного запалювання; корпус — будь-яка триточка; |

### Класи дорослих
| З-350                  | : | Двигун об'ємом до 350 см3 — зазвичай «Нептун-23», «Привіт-22» або «Привіт-25 спорт»; корпус будь-якої конструкції; |
| З-500                  | : | Двигун (500 кубиків) — «Вихор-30»; корпус будь-якої конструкції; |
| ВІН-350                | : | Скутер. Двигун гоночний обсягом до 350 см3, вітчизняного виробництва (форсований) з кількістю циліндрів не більш 2; корпус — будь-яка триточка; |
| ВІН-500                | : | Скутер. Двигун гоночний об'ємом до 500 см3, вітчизняного виробництва (форсований) з кількістю циліндрів не більш 2; корпус — будь-яка триточка; |
| Р-1500, Р-2000, Р-2500 | : | Глісери. Гоночне судно зі стаціонарним двигуном. Двигун будь-якого виробництва з обмеженням за кубатурою (Для Р-1500 робочий об'єм циліндрів двигуна від 1001 до 1500 см3 вкл., для Р-2000 — від 1501 до 2000 см3, для Р-2500 — від 2001 до 2500 см3 відповідно). Тип і конструкція корпусу — без обмежень з посиленням фальшбортов і задньої спинки кокпіта листом сталі не менше 1 мм між листами авіаційної фанери товщиною не менше 5 мм |

### Міжнародний клас
| Про-500 | : | Клас гоночних скутерів. Двигун гоночний (зазвичай «Konig») з кількістю циліндрів не більш 4; корпус — катамаран із капсулою безпеки, виготовленої з кевлара; швидкість близько 160 км/год. |

## Проведення змагань
Змагання проходять протягом 3-4 днів:
- 1 день — день приїзду,
- 2 день — тренування і заїзди всіх класів юнаків,
- 3 день — тренування і заїзди всіх класів дорослих, нагородження,
- 4 день — резервний.

Для кожного класу проводиться 3 заїзди, результати формуються за двома кращими гонками. У разі однакової кількості очок враховується кількість зайнятих місць і середня швидкість на колі.

## Змагання

### Чемпіонати світу

#### 1987
- відбувся у серпні в Тернополі (Україна)

#### 2012
- відбувся у 25 та 26 серпня в Тернополі, клас JT-250 та F-500, участь узяли 64 спортсмени з 13 країн світу.

#### 2016
- 26—28 серпня 2016 — проходив у Тернополі

### Чемпіонати Європи
- 27 та 28 серпня 2011 року на Тернопільському ставі відбувся Чемпіонат Європи з водно-моторного спорту. У змаганнях брали участь 63 спортсмени з 8 країн Європи.

### Чемпіонати України з аквабайку
- відбувся у 24 серпня в Тернополі

## Керуючі організації
Існує ряд організацій, що здійснюють контроль, класифікацію, управління та поширення різних видів водно-моторного спорту. Основним є Всесвітній союз водно-моторного спорту (Union Internationale Motonautique). Спілка займається організацією міжнародних змагань.
В Україні діє Федерація водно-моторного спорту, яку очолює Віктор Шемчук.